# Malvin Gray Johnson
Malvin Gray Johnson (28 de enero de 1896 - 4 de octubre de 1934) fue un pintor estadounidense, nacido y criado en Greensboro, Carolina del Norte.

## Trayectoria
Gray Johnson comenzó a pintar desde muy joven, porque su hermana Maggie reconoció su talento y comenzó a darle lecciones de dibujo y materiales de arte siendo todavía niño. Su talento temprano lo llevó a ganar la primera posición en concursos en las ferias anuales de su ciudad natal por sus obras de arte.
Más tarde, su familia se mudó a la ciudad de Nueva York, donde estudió arte en la Academia Nacional de Dibujo de Estados Unidos con notables artistas contemporáneos como Francis Coates Jones. Su periodo educativo fue interrumpido por la Primera Guerra Mundial, donde sirvió en la Brigada 184, División 94 en Francia. Saltó a la fama durante el denominado Renacimiento de Harlem. Era "el miembro más joven de los artistas del Renacimiento de Harlem... emigró a Nueva York con su familia cuando era niño... donde fue influenciado por el impresionismo francés y el cubismo ".

## Carrera profesional
Malvin "fue uno de los artistas más trascendentales y versátiles de su época. Se inspiró en muchas fuentes estilísticas y demostró el aprendizaje disciplinado necesario para altos niveles de expresión creativa... a medida que se familiarizó con las obras de los impresionistas y los cubistas, su estilo artístico cambió". Se le describe como un artista "cuyo trabajo refleja las complejidades del Renacimiento de Harlem en su apogeo" a pesar de pasar poco tiempo con otros artistas afroamericanos durante su tiempo en Harlem.
Su trabajo a menudo se etiqueta como abstraccionista simbólico, siendo uno de los primeros artistas afroamericanos en pintar en estilo cubista. Combinó estilos modernos tempranos con cuestiones, temas e inquietudes claramente afroamericanos para crear "un arte verdaderamente afroamericano. Los elementos de su arte también parecen derivar de estudios de escultura africana, la vida callejera de Harlem y los espirituales africanos. Se preocupó por los aspectos técnicos de la luz, la composición y la forma, y el deseo de expresar la experiencia de los espirituales en términos de simbolismo abstracto. Su estilo de pintura se describe como de inspiración modernista con pinceladas vigorosas, áreas intensas de color, formas planas y angulares, y falta de acabado pictórico. Algunos de sus críticos admiraban cómo exploró temas afroamericanos con autenticidad y sinceridad, mientras que otros le reprochaban su manejo descuidado de la pintura y su sensibilidad modernista.
Como muchos otros artistas, Johnson trabajó en el Federal Arts Project durante la Gran Depresión. Su trabajo fue parte de muchas de las exhibiciones de Harmon en 1929 y principios de los años treinta. En 1931, parte de su obra se colgó en la galería Anderson y al año siguiente, el Salón de América exhibió varias de sus pinturas. En 1928 ganó un premio en una exposición de Harmon, y en 1929 ganó el premio Otto H. Kahn de 250 dólares por pintura. "La pintura de Johnson 'Swing low sweet chariot' recibió el premio de exhibición de 1929 a la mejor imagen en la segunda exposición del grupo Harmon".
Johnson apareció en la película de la década de 1930 A Study of Negro Artists, junto con Richmond Barthé, James Latimer Allen, Palmer Hayden, Aaron Douglas, William Ellisworth Artis, Augusta Savage, Lois Mailou Jones, Georgette Seabrooke y otros artistas asociados con el Renacimiento de Harlem.
Hacia el final de su vida, en 1933, Johnson produjo un grupo de acuarelas de negros urbanos y rurales, muchas de las cuales estaban ambientadas en Brightwood, Virginia. Estas pinturas de su período final se consideran por gran parte de la crítica como algunas de sus mejores obras.
En The Negro in American Culture, Margaret Just Butcher, defiende que algunas de las pinturas de Johnson "se encuentran entre las obras más significativas sobre la escena negra estadounidense". Alain LeRoy Locke decía que Johnson capturó el humor cínico y la desolación mítica en el estado de ánimo de los negros mejor que la mayoría de los artistas. Al ver a Johnson como un experimentalista maduro, James A. Porter escribió que su trabajo posterior se expresaba en parches de color concisos y cargados.
La exposición de sus óleos, acuarelas y dibujos en 2002 en la Universidad Central de Carolina del Norte fue la primera que se hizo desde su muerte en 1934.

## Subastas
El 23 de febrero de 2010, Swann Galleries subastó la célebre pintura de Malvin Gray Johnson Swing Low, Sweet Chariot, óleo sobre lienzo, 1928–29, por 228.000 dólares. Era la primera vez que se subastaba una obra importante de Johnson.

## Obras
- Meditation, 1931
- Swing Low, Sweet Chariot, 1929
- Woman Washing
- Negro masks, 1932
- Arrangement, 1933
- Toussaint L'Ouverture, 1933
- Harmony, 1933
- Sailor, 1933
- Nat Turner, 1934
- Postman, 1934
- Negro soldier, 1934
- Self-Portrait, 1934
- Brothers, 1934
- The Elks
- Harriet Tubman and Frederick Douglass
- Negro Pharaoh—Eighteenth Dynasty
- Roll, Jordan, Roll, 1930
- Dixie Madonna
- Ruby
- Red Road
- Convict Labor